# Museum am Kastenturm

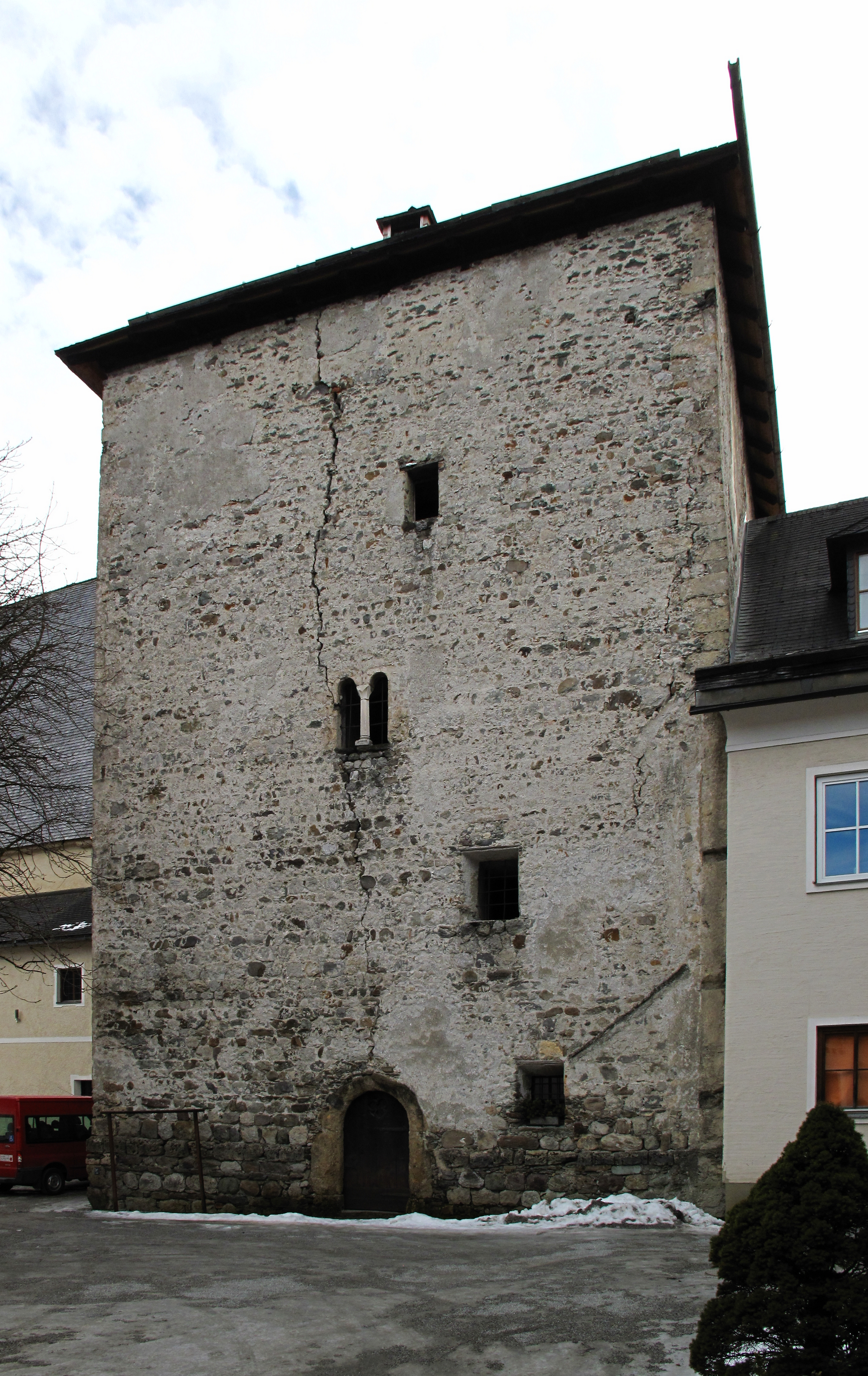
Kastenturm in Bischofshofen

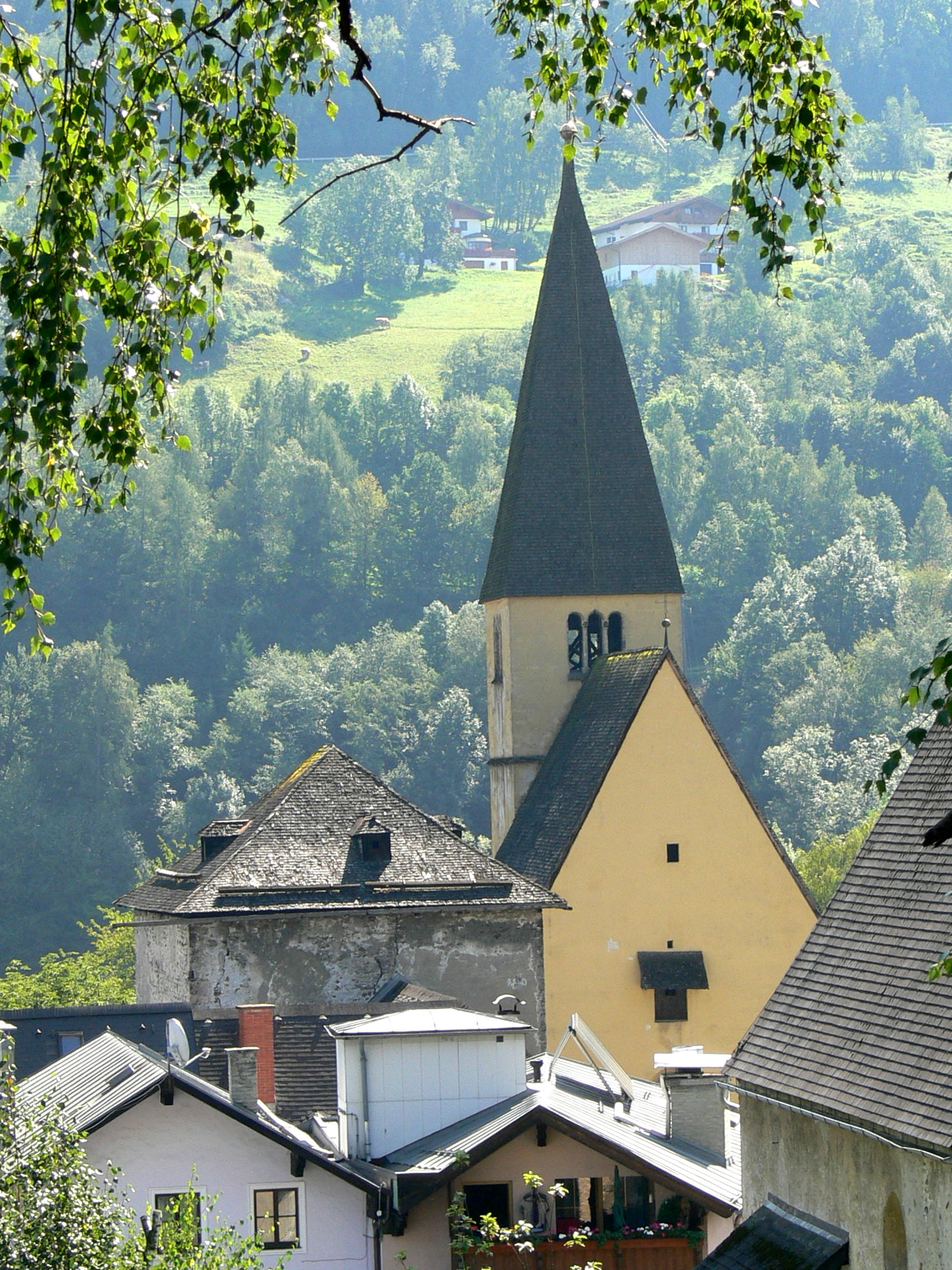
St. Maximilianskirche und Kastenturm

Das Museum am Kastenturm befand sich im Kastenhof in der Stadt Bischofshofen im Bezirk St. Johann im Pongau im Land Salzburg (Rathausplatz 5). Das Gebäude steht unter Denkmalschutz.

## Geschichte
Im 12. Jahrhundert wurde ein Kollegialstift als Augustiner-Chorherrenstift gegründet, welches 1216 bei der Gründung des Bistums Chiemsee durch Erzbischof Eberhard II. dem neuen Bistum als Dotation zugewiesen wurde.  Die so entstandene chiemseeische Hofmark von Bischofshofen wurde vom Kastenhof aus verwaltet. Im Kastenhof wurde mit den sogenannten Fürstenzimmern eine Abstiegsmöglichkeit für die Chiemseer Bischöfe geschaffen. Der Kastenhof diente auch als Getreidekasten und war die zentrale Sammelstelle für den Zehent, den die Bauern abzuliefern hatten. Bei einer Überschwemmung durch den Gainfeldbach im Jahre 1775 wurden die anderen Gebäude des Kastenhofes weggerissen. Im Zuge der Säkularisation gelangte das Anwesen 1803 an das Kameral-Ärar. 1917 wurde der Turm von Anton Wickler angekauft. Im Wohnturm Kasten wurde das 1998 gegründete Museum am Kastenturm untergebracht.

## Kastenhof
Der Kastenhof steht nordwestlich unmittelbar neben der Pfarrkirche hl. Maximilian. Um einen unregelmäßigen Hof stehen zweigeschoßige Gebäude, welche durch den mittelalterlichen Wohnturm überragt werden. Der romanische Kastenturm mit einem vorspringenden Fundamentsockel aus mächtigen Blöcken im Schichtmauerwerk hat in den oberen Geschoßen spätromanistische Biforenfenster. Der Eingang in den Turm erfolgt vom Hof aus durch ein schmales Rundbogengewände. Die 1755 durch eine Vermurung zerstörten Hofgebäude wurden in der 2. Hälfte des 18. Jahrhunderts wiederaufgebaut und im 20. Jahrhundert wesentlich umgebaut.

## Museum am Kastenturm

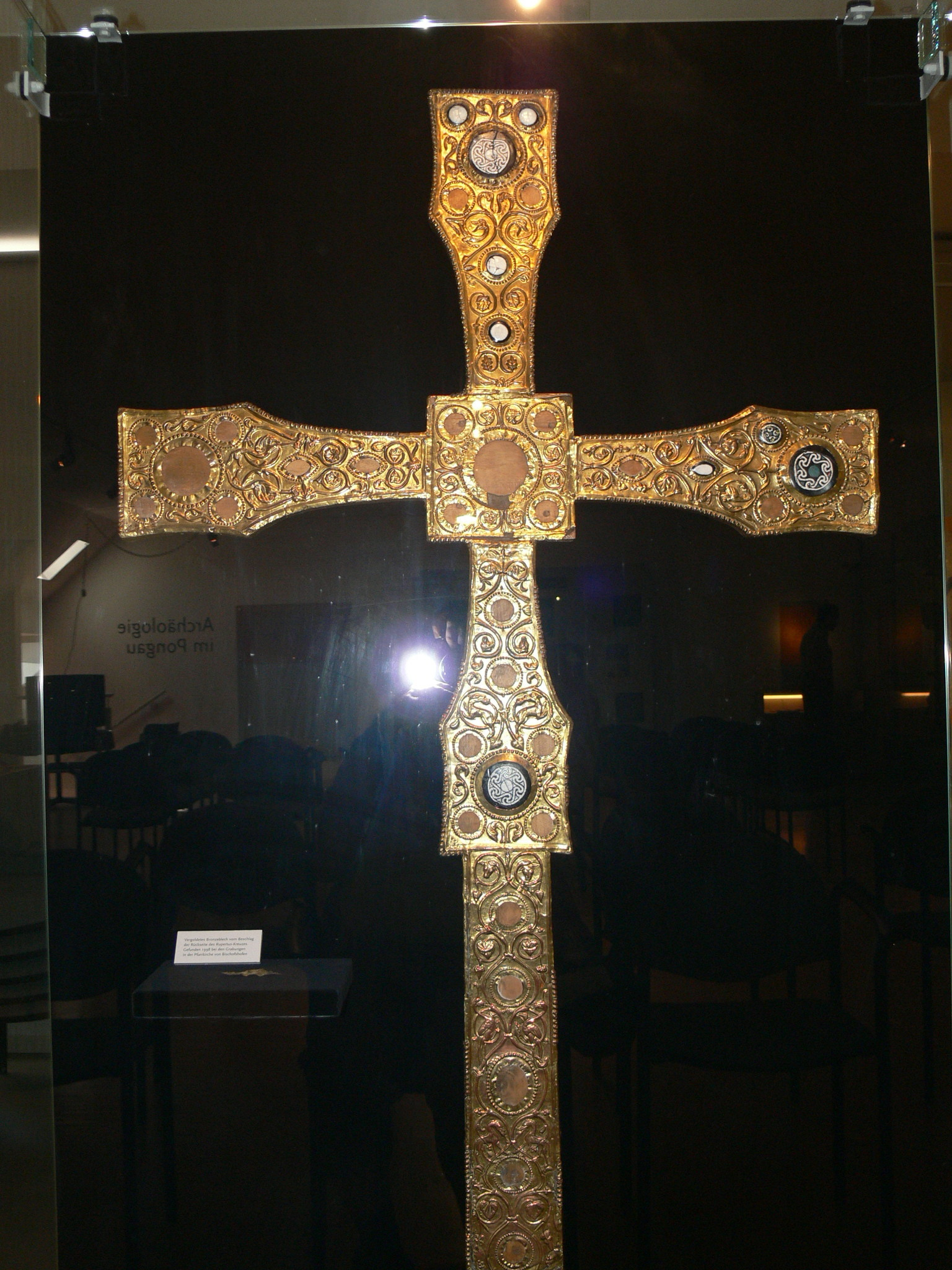
Rupertus-Kreuz im Museum am Kastenturm

In dem Museum wurde die fünftausendjährige Siedlungsgeschichte aus dem Raum Bischofshofen gezeigt. Dabei wurden archäologischen Fundstücke ausgestellt (Tonschalen, Schmuckfibeln, der Nachbau eines Schmelzofens) und es waren Werke der sakralen Kunst (etwa die Georgstafel, ein gotisches Halbrelief, Kelche, Monstranzen und Bilder aus der Barockzeit) zu sehen. Durch den Bergbauforscher Robert Pils wurde eine Schau über das Forschungsprojekt im Arthurstollen am Palfnerkogel als neuer Schwerpunkt der Montanarchäologie eingerichtet.
1998 wurde bei Grabungen des Salzburger Museums Carolino Augusteum in der Pfarrkirche Bischofshofen mit der Archäologin Eva Maria Feldinger ein Stück Kupferblech vom Rupertus-Kreuz in der Pfarrkirche gefunden. Das Rupertus-Kreuz stammt aus dem frühen Mittelalter und wird als Hauptwerk der anglo-sächsischen Kunst auf dem Festland angesehen. Eine Kopie wird im Museum ausgestellt. Am 28. Februar 2015 wurde das Museum geschlossen.

## Anerkennungen
- 2002 Kulturpreis der Stadtgemeinde Bischofshofen
- 2006 Österreichisches Museumsgütesiegel
- 2007 Salzburger Museumsschlüssel